# Подлески (Яворовский район)
Подлески (укр. Підліски) — село в Мостисской городской общине Яворовского района Львовской области Украины.
Население по переписи 2001 года составляло 634 человека. Занимает площадь 1,75 км². Почтовый индекс — 81374. Телефонный код — 3234.